# Roggiano Gravina
Roggiano Gravina är en ort och kommun i provinsen Cosenza i regionen Kalabrien i Italien. Kommunen hade 7 196 invånare (2018).